# Move Along
Move Along – drugi album studyjny zespołu The All-American Rejects, wydany 11 lipca 2005 roku.

## Lista utworów
1. "Dirty Little Secret" – 3:13
2. "Stab My Back" – 3:10
3. "Move Along" – 4:00
4. "It Ends Tonight" – 4:04
5. "Change Your Mind" – 3:40
6. "Night Drive" – 3:24
7. "11:11 P.M." – 3:04
8. "Dance Inside" – 4:02
9. "Top of the World" – 3:25
10. "Straightjacket Feeling" – 3:37
11. "I'm Waiting" – 3:37
12. "Can't Take It" - 2:52